# كارنوستي بانمور
نادي كارنوستي بانمور لكرة القدم (بالإنجليزية: Carnoustie Panmure Football Club)‏ نادي كرة قدم اسكتلندي للناشئين يلعب في دوري الدرجة الممتازة . تم تأسيس النادي في سنة 1936 .